# Zuid-Koreaans Golfkampioenschap 2013
Het Zuid-Koreaans Golfkampioenschap is een golftoernooi van de Europese PGA Tour en de Aziatische PGA Tour. De 6de editie wordt in 2013 voor de derde achtereenvolgende keer gespeeld op de Blackstone Golf Club in Zuid-Korea. Het prijzengeld is €2,200,000. Titelverdediger is de Oostenrijker Bernd Wiesberger.

## Verslag
De par van de baan is 72. Het baanrecord is 65 en staat op naam van Bernd Wiesberger.

### Ronde 1
Er zijn dit jaar al 16 toernooien gespeeld, en vijf daarvan hebben oponthoud gehad door de vreemde weersomstandigheden, sneeuw in Kansas, te veel regen en onweer op andere banen. In Zuid-Korea was er dikke mist, waardoor de eerste ronde ruim twee uren werd gestopt. Daarna werd het vol aan de top van het scorebord. Vijf spelers kwamen met -5 aan de leiding, w.o. de Koreaanse speler Gi-whan Kim, die sinds het begin van 2013 in de top-500 van de wereldranglijst staat. Louis Oosthuizen, die tegenwoordig in een private jet vliegt, stond na negen holes al op -6, maar dat hield geen stand.

Met Maarten Lafeber, de enige Nederlander in dit toernooi, gaat het weer slecht. Hij heeft nu acht toernooien gespeeld, drie keer de cut gehaald en pas drie rondes onder par gespeeld. Na zijn 15de holes werd het spelen gestaakt wegens invallende duisternis. 

Tetsuji Hiratsuka maakte een hole-in-one op hole 13 (203 meter).

### Ronde 2
Vrijdag moest eerst ronde 1 door 78 spelers afgemaakt worden. 

Tommy Fleetwood ging tijdens zijn 2de ronde aan de leiding na een birdie op hole 5 (zijn 14de hole), en een half uur later werd de 2de ronde wegens onweer onderbroken. Pas om 14:30 werd er weer gespeeld. Fleetwood eindigde met twee bogeys en viel terug naar -5. Lafeber speelde onder par maar miste de cut. 

James Morrison verbeterde het toernooirecord en deelde even de leiding met Alexander Norén totdat Arnond Vongvanij en Wade Ormsby hen inhaalde. Om 19:00 uur werd het te donker om verder te spelen, ronde 2 moest nog door 77 speler zaterdag afgemaakt worden. 

### Ronde 3
Aan het einde van ronde 2 stonden drie spelers aan de leiding: Wade Ormsby, Arnond Vongvanij en de 23-jarige Kiradech Aphibarnrat, die in maart het Maleisisch Open 2013 won.

Marcus Fraser, winnaar van dit toernooi in 2010, begon ronde 3 met vier birdies in de eerste zeven holes, waarna hij aan de leiding stond. Alexander Norén nam later de leiding over. Ashun Wu maakte tijdens deze ronde de enige eagle maar eindigde toch op +1 (tijdens ronde 2 vielen 13 eagles).

### Ronde 4
Drie spelers eindigden aan de leiding met een totaalscore van -11. Brett Rumford leek tot kort daarvoor te winnen maar maakte een dubbel-bogey op hole 17. Het werd een play-ff op hole 18, een par 5. Het liep voor Rumford toch goed af want toen Peter Whiteford en Marcus Fraser op de eerste play-off hole met hun tweede slag de green misten en een birdie maakten, lag hij voor 2 naast de pin. Hij maakte een eagle en won. Het was zijn eerste overwinning sinds 2007.
- Volledige scores

| Naam                 | Score R1 | Score R1 | Nr   | Score R2 | Score R2 | Totaal | Nr  | Score R3 | Score R3 | Totaal | Nr  | Score R4 | Score R4 | Totaal | Nr  |
| -------------------- | -------- | -------- | ---- | -------- | -------- | ------ | --- | -------- | -------- | ------ | --- | -------- | -------- | ------ | --- |
| Brett Rumford        | 73       | +1       | T74  | 67       | -5       | -4     | T13 | 69       | -3       | -7     | T4  | 68       | -4       | -11    | 1   |
| Marcus Fraser        | 70       | -2       | T21  | 70       | -2       | -4     | T13 | 69       | -3       | -7     | T4  | 68       | -4       | -11    | T2  |
| Peter Whiteford      | 70       | -2       | T21  | 69       | -3       | -5     | T9  | 69       | -3       | -8     | T2  | 69       | -3       | -11    | T2  |
| Romain Wattel        | 70       | -2       | T21  | 69       | -3       | -5     | T9  | 71       | -1       | -6     | T6  | 69       | -3       | -9     | 4   |
| Louis Oosthuizen     | 69       | -3       | T11  | 71       | -1       | -4     | T13 | 71       | -1       | -5     | T8  | 69       | -3       | -8     | 5   |
| Thongchai Jaidee     | 71       | -1       | T34  | 72       | par      | -1     | T20 | 73       | +1       | par    | T44 | 65       | -7       | -7     | T6  |
| Pablo Larrazábal     | 70       | -2       | T21  | 70       | -2       | -4     | T13 | 68       | -4       | -8     | T2  | 73       | +1       | -7     | T6  |
| Alexander Norén      | 71       | -1       | T34  | 67       | -5       | -6     | T4  | 69       | -3       | -9     | 1   | 74       | +2       | -7     | T6  |
| Stephen Gallacher    | 70       | -2       | T21  | 68       | -4       | -6     | T4  | 75       | +3       | -3     | T15 | 68       | -4       | -7     | T6  |
| José Manuel Lara     | 71       | -1       | T34  | 67       | -5       | -6     | T4  | 72       | par      | -6     | T6  | 72       | par      | -6     | T11 |
| Kiradech Aphibarnrat | 71       | -1       | T34  | 66       | -6       | -7     | T1  | 75       | +3       | -4     | T10 | 70       | -2       | -6     | T11 |
| Gi-whan Kim          | 67       | -5       | T1   | 72       | par      | -5     | T9  | 75       | +3       | -2     | T25 | 68       | -4       | -6     | T11 |
| Kieran Pratt         | 67       | -5       | T1   | 77       | +5       | par    | T63 | 69       | -3       | -3     | T15 | 70       | -2       | -5     | T17 |
| Wade Ormsby          | 70       | -2       | T21  | 67       | -5       | -7     | T1  | 74       | +2       | -5     | T8  | 72       | par      | -5     | T17 |
| Ashun Wu             | 75       | +3       | T107 | 65       | -7       | -4     | T13 | 73       | +1       | -3     | T15 | 71       | -1       | -4     | T23 |
| Johan Edfors         | 67       | -5       | T1   | 75       | +3       | -2     | T35 | 74       | +2       | par    | T44 | 69       | -3       | -3     | T26 |
| Arnond Vongvanij     | 68       | -4       | T6   | 69       | -3       | -7     | T1  | 76       | +4       | -3     | T15 | 72       | par      | -3     | T26 |
| Tommy Fleetwood      | 68       | -4       | T6   | 71       | -1       | -5     | T9  | 73       | +1       | -4     | T10 | 74       | +2       | -2     | T31 |
| James Morrison       | 72       | par      | T56  | 66       | -6       | -6     | T4  | 75       | +3       | -3     | T15 | 74       | +2       | -1     | T40 |
| Jbe' Kruger          | 71       | -1       | T34  | 67       | -5       | -6     | T4  | 79       | +7       | +1     | T52 | 70       | -2       | -1     | T40 |
| Jean-Baptiste Gonnet | 67       | -5       | T1   | 76       | +4       | -1     | T20 | 75       | +3       | +2     | T58 | 71       | -1       | +1     | T55 |
| Matthew Baldwin      | 67       | -5       | T1   | 73       | +1       | -4     | T13 | 76       | +4       | par    | T44 | 74       | +2       | +2     | T58 |
| Maarten Lafeber      | 80       | +8       | 153  | 70       | -2       | +6     | MC  |          |          |        |     |          |          |        |     |

| Leider |  | Toernooirecord |  | MC = missed cut = cut gemist |  | DQ = disqualified |

## Spelers
| Wereldranglijst - Felipe Aguilar - Fredrik Andersson Hed - Kiradech Aphibarnrat - Gaganjeet Bhullar - Thomas Bjørn - Kristoffer Broberg - Rafa Cabrera Bello - Paul Casey - Victor Dubuisson - Simon Dyson - Marcus Fraser (2010) - Stephen Gallacher - Jung-gon Hwang - David Howell - Raphaël Jacquelin - Thongchai Jaidee (2009) - Scott Jamieson - Kim Hyung-sung - K.T. Kim - Søren Kjeldsen - Jbe' Kruger - Anirban Lahiri - Pablo Larrazábal - Paul Lawrie - Peter Lawrie - Kyoung-hoon Lee - Wen-chong Liang - Prom Meesawat - Alexander Norén - Louis Oosthuizen - Julien Quesne - Richie Ramsay - Ricardo Santos - Jeev Milkha Singh - Romain Wattel - Bernd Wiesberger - Thaworn Wiratchant - Ashun Wu - Y.E. Yang | Europese Tour - Matthew Baldwin - Jorge Campillo - Alejandro Cañizares - Magnus A. Carlsson - Christian Cévaër - Robert Coles - Matteo Delpodio - Johan Edfors - Oliver Fisher - Lorenzo Gagli - Jean-Baptiste Gonnet - Thomas Levet - Tom Lewis - Richard Finch - Tommy Fleetwood - Mark Foster - Ricardo González - Grégory Havret - Keith Horne - Mikko Ilonen - Maarten Lafeber - José Manuel Lara - Gareth Maybin - Paul McGinley - Damien McGrane - Edoardo Molinari - James Morrison - Eddie Pepperell - Brett Rumford - Joel Sjöholm - Lee Slattery - Graeme Storm - Peter Uihlein - Marc Warren - Peter Whiteford - Martin Wiegele - Fabrizio Zanotti | Aziatische Tour - Seuk-Hyun Baek - Scott Barr - Darren Beck - Gunn Charoenkul - SSP Chowrasia - Thitiphun Chuayprakong - Javi Colomo - Adilson Da Silva - Andrew Dodt - David Gleeson - Joonas Granberg - Scott Hend - Berry Henson - Tetsuji Hiratsuka - Pariya Junhasavasdikul - Shiv Kapur - Rikard Karlberg - Jason Knutzon - Masanori Kobayashi - Lee Sung-man - Mardan Mamat - Jonathan Moore - C. Muniyappa - Chapchai Nirat - Wade Ormsby - Chinnarat Phadungsil - Panuphol Pittayarat - Chawalit Plaphol - Kieran Pratt - Angelo Que - Himmat Rai - Jyoti Randhawa - Chan-Yih Shin - Mohd Siddikur - Digvijay Singh - Chi Huang Tsai - Arnond Vongvanij Amateur - Jingyu Choi (1993) | Nationale Spelers - Joo-yeob Baek - Doo-hwan Bang - Jin-jae Byun - Min-geun Cho - Ho-sung Choi - Joon Chung - Min-kyu Han - Soon-sang Hong - Inn-choon Hwang - Dong-kyu Jang - Heung-chol Joo - Ji-ho Jung - Kyung-nam Kang - Wook-soon Kang - Bi-o Kim - Bong-jin Kim - Chang-yoon Kim - Dae-sub Kim - Do-hoon Kim - Gi-whan Kim - Seng-yong Kim - Woo-hyun Kim - In-woo Lee - Joon Lee - Jung-hwan Lee - Ki-sang Lee - Sang-hee Lee - Dong-seop Maeng - Joong-kyung Mo - Kyong-jun Moon - Jae-kyung Park - Jun-won Park - Sang-hyun Park - Hyun-woo Ryu - Yong-jin Shin Invitaties - Joon Eob Son - Hsieh Chi Hsien - Sang-moon Bae - Zhang Lian Wei - Hu Mu - Andreas Hartø |